# International Boxing Association (Amateursport)
Die International Boxing Association (IBA; vormals Association Internationale de Boxe Amateure – AIBA) ist der ehemalige Weltverband des Olympischen Boxsports mit Sitz im Maison du Sport International in Lausanne (Schweiz). Der Verband war bis 2023 vom Internationalen Olympischen Komitee als Vertretung des Boxsports anerkannt und organisierte u. a. die alle zwei Jahre stattfindenden Amateur-Boxweltmeisterschaften der Männer und Frauen in den verschiedenen Alters- und Gewichtsklassen. Die IBA bestimmte darüber hinaus die international gültigen Regelwerke des olympischen Boxens und bildete Kampfrichter für internationale Wettbewerbe aus. Nach langjährigen Konflikten mit dem Internationalen Olympischen Komitee und einer deswegen seit 2019 ausgesprochenen vorläufigen Suspendierung entzog das IOC am 22. Juni 2023 der IBA endgültig die Anerkennung als olympischer Sportverband.
Das ursprüngliche Wort „Amateur“ wurde absichtlich aus der Bezeichnung gestrichen, um damit den erweiterten Vertretungsanspruch des Verbandes zu unterstreichen, der sich nicht mehr auf das reine Amateurboxen beschränken wollte. Unter der Präsidentschaft des Koreaners Chin-Kuo Wu setzte sich die IBA das Ziel, unter ihrem Dach den Boxsport auf allen Ebenen und in allen Spielarten zu repräsentieren („To Govern the Sport of Boxing Worldwide in all its Forms“).
Zu diesem Ziel zählten neben der Fortführung des Olympischen Boxens die Etablierung einer eigenen Profiabteilung mit dem Namen AIBA Pro Boxing (APB) sowie 2010 die Einführung der internationalen Boxliga World Series of Boxing (WSB), in der nationale Teams aus der ganzen Welt in mittlerweile zehn Gewichtsklassen gegeneinander antreten. Der WSB haben sich fast 200 Verbände angeschlossen.
Mit der Etablierung einer Profiabteilung unter dem Dach der damals vom Internationalen Olympischen Komitee anerkannten IBA hätten neben Amateuren auch Berufsboxer Zugang zu den Olympischen Spielen gehabt. Die IBA stellte ihre Aktivitäten im Profiboxen jedoch nach einigen Jahren praktisch ein und gab 2019 die Profiabteilung schließlich auch offiziell auf. Der Versuch, unter der Führung des Verbandes Profiboxen einzuführen, wird unter anderem auch für die zeitweilige Überschuldung des Verbandes verantwortlich gemacht. Auch die World Series of Boxing (WSB) wurde 2019 wegen Verlusten eingestellt.

## Geschichte
Der Verband wurde 1946 als Nachfolgeorganisation der 1920 gegründeten Fédération Internationale de Boxe Amateur (FIBA) gegründet. Der erste Präsident war der Franzose Emile Grémaux. Aktuell haben sich dem Weltverband 196 nationale Verbände und 5 Kontinentalverbände angeschlossen. Dazu gehört auch der Deutsche Boxsport-Verband DBV.
Im Jahr 2006 wurde der stark umstrittene 83-jährige Pakistaner Anwar Chowdhry nach 20-jähriger Präsidentschaft abgesetzt. Sein Nachfolger, der Taiwaner Chin-Kuo Wu, trat 2017 zurück. Im Dezember 2018 wurde sein Stellvertreter und Interimspräsident, der Usbeke Gafur Rachimow, zum Präsidenten gewählt. Rachimow steht seit 2012 auf einer Sanktionsliste des US-Finanzministeriums als angebliches Schlüsselmitglied der kriminellen Organisation Brothers’ Circle, deren Existenz umstritten ist; Rachimow wurde bisher nie ein Vergehen nachgewiesen. Im März 2019 trat Rachimow von seinem Amt zurück, nachdem das Internationale Olympische Komitee (IOC) den Verband zunehmend stärker wegen ihrer Überschuldung, den Kampfrichterleistungen bei den Olympischen Spielen 2016 in Rio de Janeiro und der Präsidentschaft Rachimows kritisiert hatte. Von April 2019 bis Dezember 2020 leitete der Marokkaner Mohamed Moustahsane den Boxverband als Interimspräsident. Im Dezember 2020 wurde der russische Boxfunktionär Umar Kremlew an die Spitze des Verbandes gewählt. Im Dezember 2021 beschloss der Verband unter Kremlews Leitung in einer Mitgliederversammlung die Änderung des Namens zu International Boxing Association (IBA).

### Suspendierung durch das IOC
Ungeachtet des zwischenzeitlichen Wechsels an der Spitze des Verbandes entschied das Internationale Olympische Komitee (IOC) im Mai 2019 nach einem längeren Konflikt mit der AIBA (heute IBA), den Verband vorläufig zu suspendieren. Grund für die Suspendierung des Verbandes waren aus Sicht des IOC die anhaltenden Mängel und unzureichende Reformbemühungen. Die Ausrichtung des olympischen Boxturniers bei den ursprünglich für 2020 geplanten, aber wegen der Corona-Pandemie erst 2021 durchgeführten Olympischen Spielen in Tokyo wurde einer vom IOC eingesetzten Boxing Task Force übertragen. Das IOC deutete aber die Möglichkeit an, die IBA nach den Olympischen Spielen in Tokyo wieder in den Kreis der olympischen Sportverbände aufnehmen zu können, wenn substanzielle Änderungen umgesetzt würden. In mehreren Stellungnahmen brachte das IOC jedoch seitdem seine Unzufriedenheit mit dem Reformprozess zum Ausdruck. 
In der Kritik steht der Verband auch wegen seiner finanziellen Abhängigkeit vom russischen Konzern Gazprom, der mehrheitlich im Besitz des russischen Staates ist. Schon vor dem Beginn des russischen Überfalls auf die Ukraine 2022 äußerte das IOC Bedenken zu dieser Partnerschaft. Die Kritik an dem Verband wuchs nach dem Beginn des Überfalls Russlands auf die Ukraine, als der überwiegende Teil der Sportverbände und Sportvereine auf Distanz zu Russland gingen. Im Zuge des russischen Überfalls auf die Ukraine 2022 hat die Schweizer Sportministerin Viola Amherd laut dem Tages-Anzeiger im April 2022 dem Präsidenten des Internationalen Olympischen Komitees (IOC) Thomas Bach einen Brief geschrieben, worin sie das IOC auffordert dafür zu sorgen, dass internationale Sportverbände, darunter auch die IBA, russische Funktionäre von ihren Ämtern ausschließen.
Am 14. Mai 2022 wurde Umar Kremlev unter umstrittenen Umständen in Istanbul als Präsident der IBA wiedergewählt. Zuvor war der einzige Gegenkandidat von der Wahl ausgeschlossen worden. Der Ausschluss wurde einen Monat später durch den Internationalen Sportgerichtshof in Lausanne als unverhältnismäßig zurückgewiesen. Wenige Tage darauf entschied das IOC mit Bezug auf die jüngsten Vorgänge zunächst, der IBA für die Olympischen Sommerspiele 2024 in Paris erneut die Ausrichtung des olympischen Boxturniers sowie der vorangehenden Qualifizierungswettbewerbe zu entziehen und das Boxturnier stattdessen ein zweites Mal in eigener Verantwortung durchzuführen. Als die IBA im Winter 2022 die Verlängerung der Partnerschaft mit Gazprom beschloss und außerdem andeutete, den ihr angeschlossenen Verbänden und Sportlerinnen und Sportlern eine Teilnahme an den Olympischen Spielen nur dann zu gestatten, wenn auch sie als Weltverband an den Spielen beteiligt würde, drohte das IOC (in Abkehr von der im Sommer getroffenen Entscheidung), den Boxsport bereits 2024 in Paris aus dem Programm zu nehmen. Am 7. Juni 2023 befasste sich das Exekutive Board (EB) des IOC mit der Zukunft der IBA. Als Ergebnis empfahl das EB der IOC-Session (Vollversammlung des IOC) der IBA die Anerkennung als Verband des olympischen Sports zu entziehen. Die IOC Session folgte dieser Empfehlung und beschloss in einer außerordentlichen Sitzung am 22. Juni 2023 die endgültige Aberkennung der IBA als Mitgliedsverband des IOC. Gegen diese Entscheidung klagte die IBA beim Internationalen Sportgerichtshof CAS in Lausanne. Nach einer Anhörung beider Parteien im November 2023 bestätigte der Sportgerichtshof jedoch die Entscheidung der IOC Session.
In den vorläufigen Planungen für die Olympischen Sommerspiele 2028 in Los Angeles ist der Boxsport aktuell nicht mehr berücksichtigt. Das IOC stellte in einer Reaktion auf die Entscheidung des Sportgerichtshofes klar, dass das IOC bis Anfang 2025 einen neuen Verband als Ansprechpartner benötige, um Boxen bei den Olympischen Sommerspielen 2028 im Programm halten zu können.

## Mitgliedsverbände
Folgende kontinentale Boxverbände sind Mitglieder:
- Africa Boxing Confederation (AFBC)
- American Boxing Confederation (AMBC)
- Asia Boxing Confederation (ASBC)
- European Boxing Confederation (EUBC)
- Oceanian Boxing Confederation (OCBC)

## Boxwettbewerbe
Die IBA organisiert bzw. organisierte u. a. folgende Boxwettbewerbe:
- Olympische Jugendspiele
- Weltmeisterschaften
- Junioren-Weltmeisterschaften
- Jugend-Weltmeisterschaften
- Weltcup
- World Series of Boxing (WSB, inzwischen eingestellt)
- Presidents-Cup
- Commonwealth Games
- World Boxing Combat Games
- Asienspiele

Bis zur Suspendierung des Verbandes durch das IOC im Jahr 2019 organisierte die IBA auch das Boxturnier im Rahmen der olympischen Sommerspiele einschließlich der erforderlichen Qualifikationswettbewerbe.